# Numer operatora
Numer operatora (NDS – skrót od numer dostępu do sieci, formalnie: numer dostępu dostawcy usług) – w polskiej telekomunikacji cztero- lub pięciocyfrowy element numeracji telefonicznej wykorzystywany w celu skierowania krajowego lub międzynarodowego połączenia telefonicznego z sieci stacjonarnej przez sieć wskazanego przez telefonującego dostawcy usług (operatora) wybierany bezpośrednio przed numerem abonenta lub przed prefiksem międzynarodowym. Do skorzystania z NDS konieczne jest wcześniejsze zawarcie umowy z danym dostawcą usług. NDS potocznie, także w prasie i mediach, błędnie nazywany jest „prefiksem”.
Format NDS:
NDS = 10 + KI
gdzie KI kod identyfikacji dostawcy usług (2 lub 3 cyfry)
Schemat wybierania numeru przy połączeniach z sieci stacjonarnej z użyciem NDS:
- do krajowej sieci stacjonarnej i ruchomej: NDS + KNA, gdzie KNA oznacza krajowy numer zakończenia sieci (abonenta),
- międzynarodowego: NDS + „00” + MNA, gdzie „00” oznacza prefiks międzynarodowy, a MNA międzynarodowy numer zakończenia sieci (abonenta).

## Lista numerów dostawcy usług (operatora)
Lista NDS przydzielonych przez Prezesa Urzędu Regulacji Telekomunikacji i Poczty i Prezesa Urzędu Komunikacji Elektronicznej według stanu na 26 marca 2018:
| Numer operatora | Operator                                                         |
| --------------- | ---------------------------------------------------------------- |
| 1011            | Telefonia Dialog S.A.                                            |
| 1012            | Multimedia Polska S.A.                                           |
| 1016            | Orange Polska                                                    |
| 1017            | BT Poland Sp. z o.o.                                             |
| 1033            | Orange Polska                                                    |
| 1044            | Telestrada dawniej Niezależny Operator Międzystrefowy Sp. z o.o. |
| 1053            | E-Telko Sp. z o.o.                                               |
| 1055            | Netia S.A.                                                       |
| 1061            | Netia S.A. – dawniej Tele2 Polska                                |
| 1062            | T-Mobile Polska S.A.                                             |
| 1066            | T-Mobile Polska dawniej GTS Poland Sp. z o.o.                    |
| 1069            | Polkomtel Sp. z o.o.                                             |
| 1075            | Netia S.A.                                                       |
| 1077            | Netia S.A.                                                       |
| 10813           | Milmex Systemy Komputerowe Sp. z o.o.                            |
| 10814           | Novum S.A.                                                       |
| 10815           | E-call Polska Sp. z o.o.                                         |
| 10816           | Visanet S.A.                                                     |
| 10817           | BT Poland Sp. z o.o.                                             |
| 10818           | Novum S.A.                                                       |
| 10819           | easyCALL.pl S.A.                                                 |
| 10820           | Nowa Telefonia Sp. z o.o.                                        |
| 10821           | Telbeskid Sp. z o.o.                                             |
| 10822           | Flexcom Sp. z o.o.                                               |
| 10823           | LiteCall Sp. z o.o.                                              |
| 10824           | LiteCall Sp. z o.o.                                              |
| 10828           | Verizon Polska Sp. z o.o.                                        |
| 10833           | Orange Polska                                                    |
| 1099            | DID Sp. z o.o.                                                   |
| 10033*          | Orange Polska                                                    |
| 13148           | ArkanaVoIP.PL                                                    |

* gwiazdką oznaczono kody operatorów przeznaczone dla połączeń międzynarodowych w technologii VoIP